# Anna Kern
Anna Kern ou Anna Petrovna Kern (en russe : Анна Петровна Керн), née Poltoratskaïa, nom d'épouse en secondes noces Markova-Vinogradskaïa ; née à Orel (11 février 1800) morte à Moscou (27 mai 1879), est une noble russe, connue surtout pour le rôle qu'elle a joué dans la vie du poète Alexandre Pouchkine. Elle est également auteure de mémoires.

## Biographie

### Mademoiselle Anna Poltoratskaïa
Les parents d'Anna appartenaient au cercle des fonctionnaires aisés de la noblesse russe.

Le père, propriétaire originaire de Poltava et conseiller de VIIe classe, dénommé Piotr Markovitch Poltoratski, est le fils d'un maître de la chapelle de Saint-Pétersbourg et d'une riche propriétaire. La mère d'Anna, Ekaterina Ivanovna, née Wulf, est une excellente femme, mais malade et au caractère faible, sous l'emprise de son mari.

Avec ses parents, Anna vit dans la propriété du grand-père maternel Ivan Petrovitch Wulf dans le Gouvernement d'Orel. Plus tard, ils déménagent dans la ville de Loubny dans l'oblast de Poltava. Toute sa jeunesse Anna la passe dans des propriétés du grand-père Wulf. Elle a toujours beaucoup lu.

Quand la jeune fille commence à se faire connaître hors de sa famille, elle est très vite remarquée pour sa grande beauté.

Son père lui amène lui-même un mari : le général Ermolaï Fiodorovitch Kern, qui est d'origine noble et anglaise, et qui participe à la guerre contre Napoléon Bonaparte. Anna a 17 ans, et Ermolaï Kern 52, quand elle doit s'incliner devant les volontés de son père et devenir l'épouse de Kern.

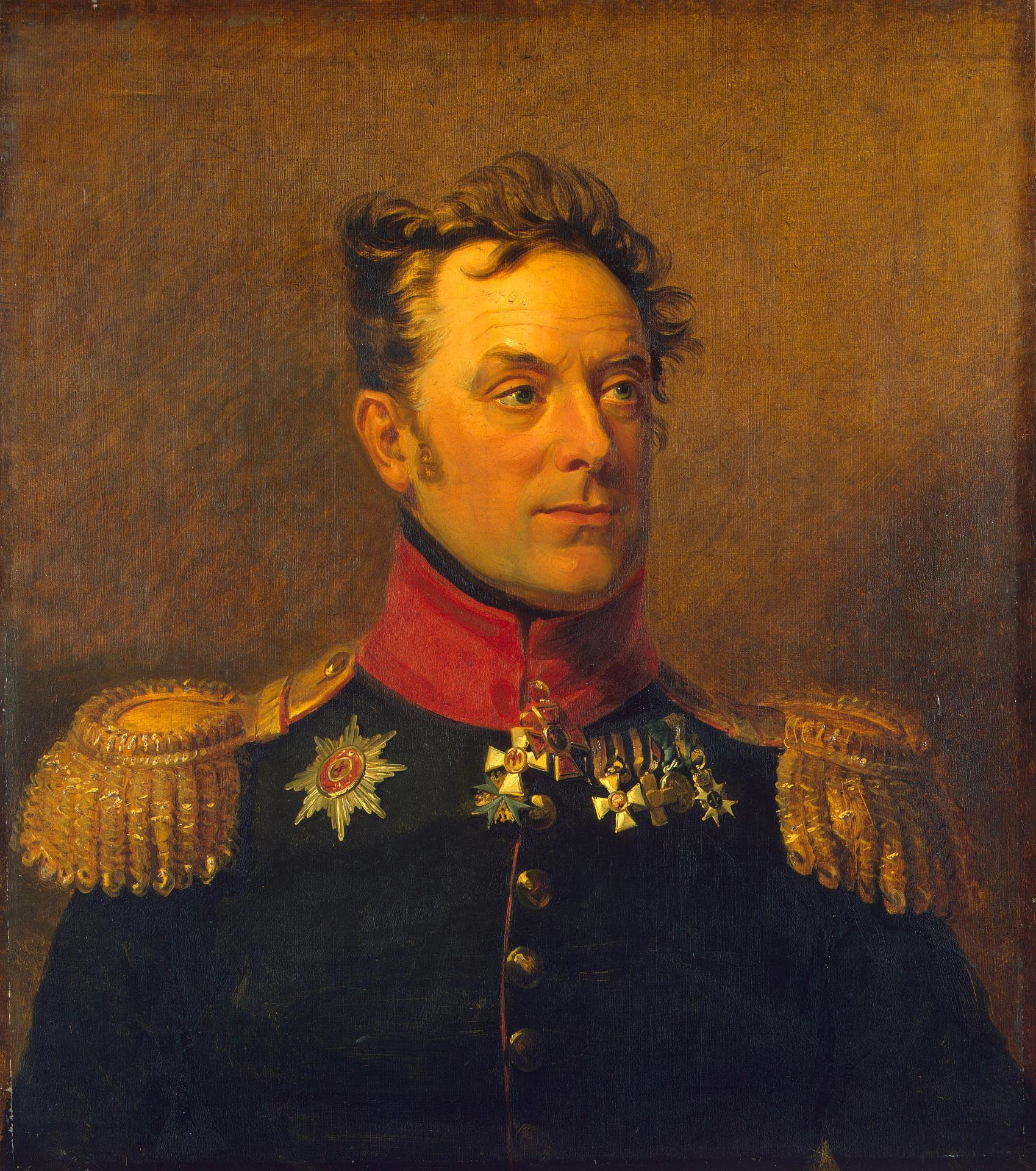
Ermolaï Fiodorovitch Kern.

### La générale Kern
Le 8 janvier 1817, est célébré le mariage de la jeune Anna Poltoratskaïa et du général Ermolaï Kern. Anna Kern écrit dans son journal à son propos : « il est impossible de l'aimer et je n'ai même pas la consolation de le respecter. Je parle sincèrement, je le déteste presque. Je préfèrerais l'enfer au paradis s'il me fallait être au paradis avec lui... ». Plus tard, comme mère des enfants nés de cette union Anna a des rapports assez froids avec ceux-ci. Deux filles naissent respectivement en 1818 (Ekaterina) et en 1821 (Anna). Elles sont confiées à l'Institut Smolny de Saint-Pétersbourg, pour leur éducation.

Anna Petrovna vit la vie de l'épouse d'un général d'armée, changeant de lieu de garnison suivant les destinations imposées par l'armée. Les époux se retrouvent à Kropyvnytskyï, Tartu, Pskov, Bychaŭ, Riga.
En juin 1825, Anna Petrovna arrive à Trigorskoïe, la propriété de sa tante Praskovia Ossipova, où elle rencontre pour la deuxième fois Alexandre Pouchkine, qui s'est installé dans sa propriété voisine de Michaïlovskoïe. Elle l'avait déjà rencontré en 1819, à Saint-Pétersbourg chez une autre tante. En juillet, Prascovia emmène Anna Kern, avec sa fille Anna Wulf et Evpraksia à Riga où est caserné le général Kern:87—88. À Riga se noue une romance entre Anna Kern et Alekseï Wulf, son cousin qui a rejoint le groupe familial. Elle se prolongera plusieurs années.

En octobre 1825, Anna Kern revient à Trigorskoïe et elle vivra avec Pouchkine des semaines enfiévrées. Mais, par la suite, bien que les deux amants soient fixés à Moscou les rapports deviennent plus épisodiques et plus prosaïques.

L'Ange de beauté est devenu la « pécheresse de Babylone » comme l'écrira Pouchkine à son ami Alekseï Wulf le 7 mai 1826,.
En mai 1827, Anna Kern va finalement s'installer à Saint-Pétersbourg. Elle se sépare de son mari détesté et enterre sa réputation d'honnête femme. La générale Kern a acquis mauvaise réputation dans la société. Ce qui ne l'empêche pas de tomber amoureuse et d'aimer.
Plus tard, Anna se rapproche de plusieurs familles et cercles d'amis. Parmi ceux-ci, le poète Anton Delvig, le philosophe Dmitri Vénévitinov, l'écrivain Alexandre Nikitenko, le compositeur Mikhaïl Glinka (Glinka a écrit un très belle musique sur les vers de Pouchkine « Je songe à l'heure ravissante », mais qu'il dédie déjà à la fille d'Anna Ekaterina Kern, le poète Fiodor Tiouttchev, le romancier Ivan Tourgueniev). Ses nombreuses relations n'ont pas empêché de conserver ses liens avec Alekseï Wulf, le fils de Praskovia Ossipa, qui ont duré 4 ans:136.
En 1836, Anna a 36 ans et elle tombe de nouveau amoureuse. C'est un véritable amour pour un cadet âgé de 16 ans du premier corps du régiment des Cadets de Saint-Pétersbourg. C'est son propre cousin Sacha Markov-Vinogradski. Mais c'est son vieux mari lui-même qui lui aurait proposé les « services » de ce neveu pour pallier ses insuffisances. Elle cesse tout à fait de paraître en public et mène une vie de mère de famille tranquille. Après 3 ans, elle donne naissance à un fils qu'elle appelle Alexandre. Mais tout cela en dehors du mariage. Ayant épousé un jeune cadet, Anna est allée contre la volonté de son père, pour lequel il l'a privée de tout soutien matériel. À cet égard, les Markov-Vinohrad s'installent à la campagne et vivent très mal.

Au début de l'année 1841 le général Kern décède à 76 ans. Anna est libre et elle épouse le cadet.

### Anna Markova-Vinogradskaïa

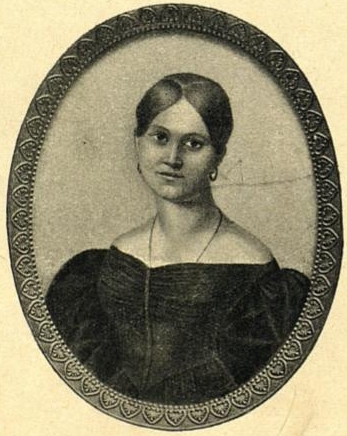
Anna Kern dans la quarantaine.

Anna, comme veuve d'un général, reçoit une pension décente, mais le 25 juillet 1842 elle officialise sa relation avec Alexandre et son nom d'épouse devient Morkova-Vinogradskaïa. Elle ne peut dès lors plus prétendre à sa pension de veuve et les époux doivent vivre modestement. À cette époque on lui diagnostique une tuberculose et pour joindre les deux bouts, ils doivent vivre plusieurs années dans le village de Sosnitsa Gouvernement de Tchernigov dans la maison du grand-père d'Anna.

En 1855, Alexandre Vassilevitch parvient à trouver à Saint-Pétersbourg un emploi dans la famille du prince S. A. Dolgoroukov puis de fonctionnaire de classe VII au département du ministère de gestion des terres et des successions. Ils s'installent dans la ville. La vie est dure et Anna Petrovna fait des traductions de textes pour avoir quelques revenus supplémentaires, mais leur union dura jusqu'à la mort.
En novembre 1865 Alexandre prend sa retraite avec une petite pension. Ils quittent la ville de Saint-Pétersbourg. Pour couvrir leur survie Anna doit vendre à la pièce les lettres de Pouchkine qu'elle a conservées.
Le 28 janvier 1879, Alexandre Vassilevitch Markov-Vinogradski est décédé d'un cancer de l'estomac, à Priamoukhino dans l'Oblast de Tver.
Le 27 mai de la même année 1879, Anna Kern est décédée à Moscou, dans un meublé, au coin de la rue de Tver.
Anna Kern est enterrée dans le cimetière du village de Proutnia à 6 kilomètres de Torjok (les pluies n'ont pas permis de l'enterrer près de son mari). L'emplacement exact n'est plus connu mais une pierre symbolique a été apposée.

## Relations avec Pouchkine
Anna Petrovna rencontre Pouchkine pour la première fois en 1819 dans la maison de sa tante Élisabeth Oleninoï, à Saint-Pétersbourg. Il ne lui fait pas grande impression et semble même grossier.

Cependant après avoir pris connaissance de son œuvre elle change complètement d'opinion et tombe en extase devant ses vers:72.

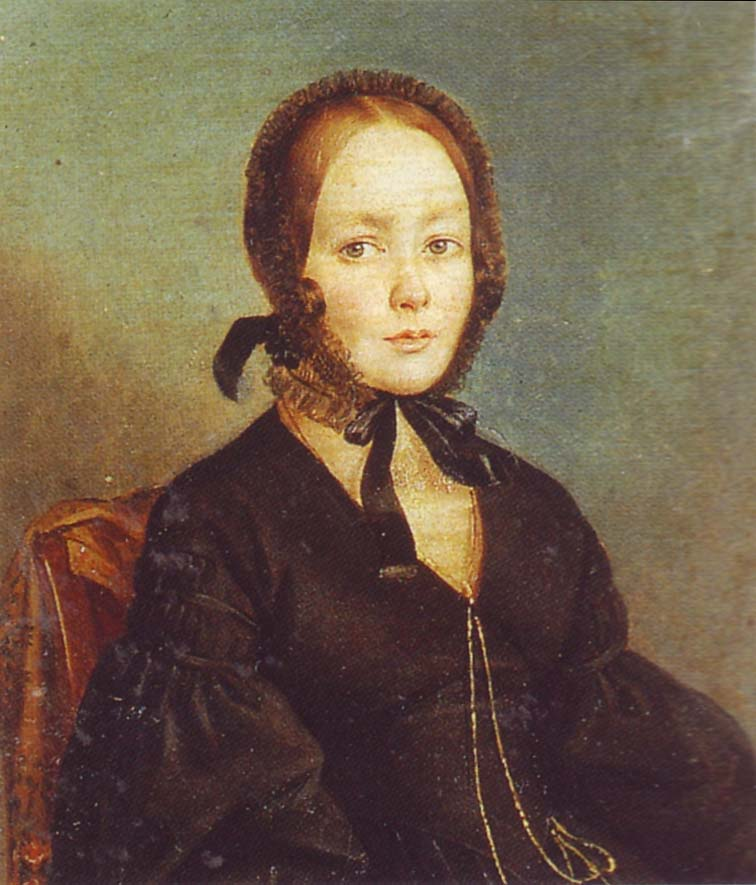
Anna Kern (8). Attribution incertaine 1840

C'est en juin 1825 qu'elle le rencontre pour la deuxième fois quand elle passe par Trigorskoïe.

C'est là que Pouchkine écrit pour elle son madrigal :
Je songe à l'heure ravissante

Où dans ma vie tu as passé

Comme une vision fuyante

Et comme un ange de beauté,
— Pouchkine
Mais Anna est aussi fascinée par l'ami et voisin de Pouchkine Alekseï Wulf, le fils de Praskovia Ossipova.
Avant de quitter Riga, où Praskovia Ossipova emmène Anna Kern avec ses filles, Anna est autorisée à écrire une lettre à Pouchkine.
La correspondance entre Pouchkine et Anna en français est conservée, elle est pleine d'esprit et se présente comme un jeu où s'échangent les sentiments qui régnaient dans les propriétés voisines de Mikhaïlovskoe et Trigorskoïe.

Anna Kern et Pouchkine se rencontrent à nouveau deux ans plus tard à Saint-Pétersbourg. Pouchkine s'en souvient lorsqu'il écrit à son ami Sergueï Sobolevski en février 1828.
En 1830, alors que Pouchkine était l'époux de Natalia Gontcharova, Anna Kern lui demanda de l'aide pour obtenir la traduction d'un livre de George Sand édité par Alexandre Smirdine. Le poète réagit fort vivement et négativement.
Anna a conservé de bonnes relations avec toute la famille Pouchkine : Nadejda Ossipovna Pouchkina et son mari Sergueï Pouchkine, les enfants Lev Pouchkine et Olga Sergeevna Pavlitcheva (née Pouchkine), la « confidente des affaires de cœur ». Anna appela sa fille Olga en son honneur.

## Crédit d'auteurs
- (ru) Cet article est partiellement ou en totalité issu de l’article de Wikipédia en russe intitulé « Керн, Анна Петровна » (voir la liste des auteurs).